# AS Montigny-le-Bretonneux
Die Association Sportive Montigny-le-Bretonneux ist ein Sportverein aus der Gemeinde Montigny-le-Bretonneux, in der Nähe von Versailles in der Île-de-France gelegen. Der Klub hat ausschließlich durch seine Fußballerinnen überregionale Bedeutung erlangt, die zeitweise auf höchstem nationalem Liganiveau angetreten sind.

## Geschichte
Der Gesamtverein wurde 1971 gegründet; 1985 kam die Frauenfußballabteilung hinzu. Diese wurde insbesondere ab Beginn des 21. Jahrhunderts bekannt für ihre gute Nachwuchsarbeit. So erreichten die U16- (2007) und die U13-Mädchen (2001 und 2003) wiederholt das französische Jahrgangs-Pokalendspiel. Mehrere besonders talentierte Fußballerinnen wurden auch zu Jugendnationalspielerinnen (siehe den Spielerinnen-Abschnitt weiter unten).
Die Vereinsfarben der ASM sind Schwarz und Grün. Die Ligaelf bestreitet ihre Heimspiele im örtlichen Centre sportif de la Couldre, das über rund 900 Zuschauerplätze verfügt.

## Ligazugehörigkeit und Erfolge
Das Frauenteam der AS Montigny nahm ab 1989 am Ligabetrieb teil; 1993/94 spielte es erstmals drittklassig. Von 2000 bis 2014 gehörte es – unterbrochen lediglich von drei Drittligajahren (2002/03 sowie 2005–2007) – mindestens der zweiten landesweiten Division an. 2009 stieg die Frauschaft, die zu dieser Zeit von Catherine Jarriault trainiert wurde, sogar in die höchste Spielklasse auf. Nach einem ordentlichen Saisonstart mit zwei Siegen aus den ersten fünf Begegnungen rutschte der Aufsteiger bald in den Tabellenkeller ab und stand bereits am vorletzten Spieltag als Rückkehrer in die Division 2 fest.
2014 ist die AS Montigny-le-Bretonneux sogar in die regionale Division d’Honneur (dritte Ligenstufe) abgestiegen.
Im seit 2001 ausgetragenen Landespokalwettbewerb stießen die Frauen aus Montigny bisher sechs Mal in die frankreichweite Hauptrunde vor. Bei ihrer Premiere (2003/04) und bei zwei weiteren Teilnahmen – darunter ihrer bisher letzten auf diesem Niveau (2012/13) – schieden sie allerdings bereits nach ihrem ersten Spiel aus. 2004/05 und 2008/09 kamen sie hingegen bis in das Achtelfinale.

## Bekannte ehemalige Spielerinnen
- Méline Gérard (2006/07 und 2008–2010 bei der ASM), U20-WM-Teilnehmerin 2008
- Léa Le Garrec (2009/10), U17-EM-Teilnehmerin 2008
- Yvonne Leuko (2008–2010 und 2011/12)
- Aude Moreau (2008–2010), U20-WM-Teilnehmerin 2010